# Ambasadorowie Chin w Argentynie
Chińska Republika Ludowa posiada w Republice Argentyńskiej swojego przedstawiciela w randze ambasadora od 1972 roku.
| 1.  | Zheng Weizhi  | wrzesień 1972 – październik 1977 |
| 2.  | Xu Zhongfu    | styczeń 1978 – styczeń 1982      |
| 3.  | Wei Baoshan   | marzec 1982 – marzec 1986        |
| 4.  | Shen Yunao    | czerwiec 1986 – sierpień 1988    |
| 5.  | Li Guoxin     | październik 1988 – listopad 1992 |
| 6.  | Tang Youggui  | grudzień 1992 – sierpień 1997    |
| 7.  | Xu Yicong     | wrzesień 1997 – listopad 2000    |
| 8.  | Zhang Shaying | grudzień 2000 – luty 2003        |
| 9.  | Ke Xiaogang   | luty 2003 – grudzień 2005        |
| 10. | Zhang Tuo     | luty 2006 – październik 2007     |
| 11. | Zeng Gang     | październik 2007 – grudzień 2010 |
| 12. | Yin Hengmin   | od stycznia 2011                 |